# ماریا یاکوبسون
ماریا یاکوبسون (استونیایی: Maarja Jakobson؛ زادهٔ ۸ دسامبر ۱۹۷۷) بازیگر اهل استونی است. وی از سال ۱۹۹۸ میلادی تاکنون مشغول فعالیت بوده‌است.